# Wynnewood (Oklahoma)
Wynnewood es una ciudad ubicada en el condado de Garvin en el estado estadounidense de Oklahoma. En el año 2010 tenía una población de 2212 habitantes y una densidad poblacional de 567,18 personas por km².

## Geografía
Wynnewood se encuentra ubicada en las coordenadas 34°38′38″N 97°9′53″O / 34.64389, -97.16472 (34.643884, -97.164694).

## Demografía
Según la Oficina del Censo en 2000 los ingresos medios por hogar en la localidad eran de $26,149 y los ingresos medios por familia eran $31,856. Los hombres tenían unos ingresos medios de $28,929 frente a los $19,375 para las mujeres. La renta per cápita para la localidad era de $13,539. Alrededor del 15.9% de la población estaban por debajo del umbral de pobreza.